# 小西貢 (橙縣)
橙縣小西貢（英語：Little Saigon）橫跨橙縣的加登格羅夫和威斯敏斯特兩座城市，是全美國最大的小西貢區（越僑聚居區）。“西貢”是前越南共和國首都的名字（今胡志明市），也是大量第一代越南移民的來源地。

## 歷史
作爲歷史最悠久、規模最大和最著名的小西貢區，加州橙縣小西貢有超過189,000名越南裔居民。與南加州的其他五縣（見下表）一起，該地區是越南以外最大的越南裔人口聚居地。
| 縣           | 越南裔人口 |
| ------------ | ---------- |
| 橙縣         | 189,455    |
| 洛杉磯縣     | 85,487     |
| 聖迭戈縣     | 59,824     |
| 河濱縣       | 16,026     |
| 聖貝納迪諾縣 | 14,097     |
| 文圖拉縣     | 2,739      |
| 總計         | 367,628    |

## 政治
威斯敏斯特小西貢的許多居民都是堅決的資本主義者和反共產主義者。雖然1995年美國與越南關係正常化，年長的越南裔居民對於越南戰爭及其後果持有的堅決觀點變得更加情緒化。1981年到1993年間，有5名越南裔編輯在被各地當局認定爲一系列政治襲擊的事件中被殺害。